# Stefan Gemmel

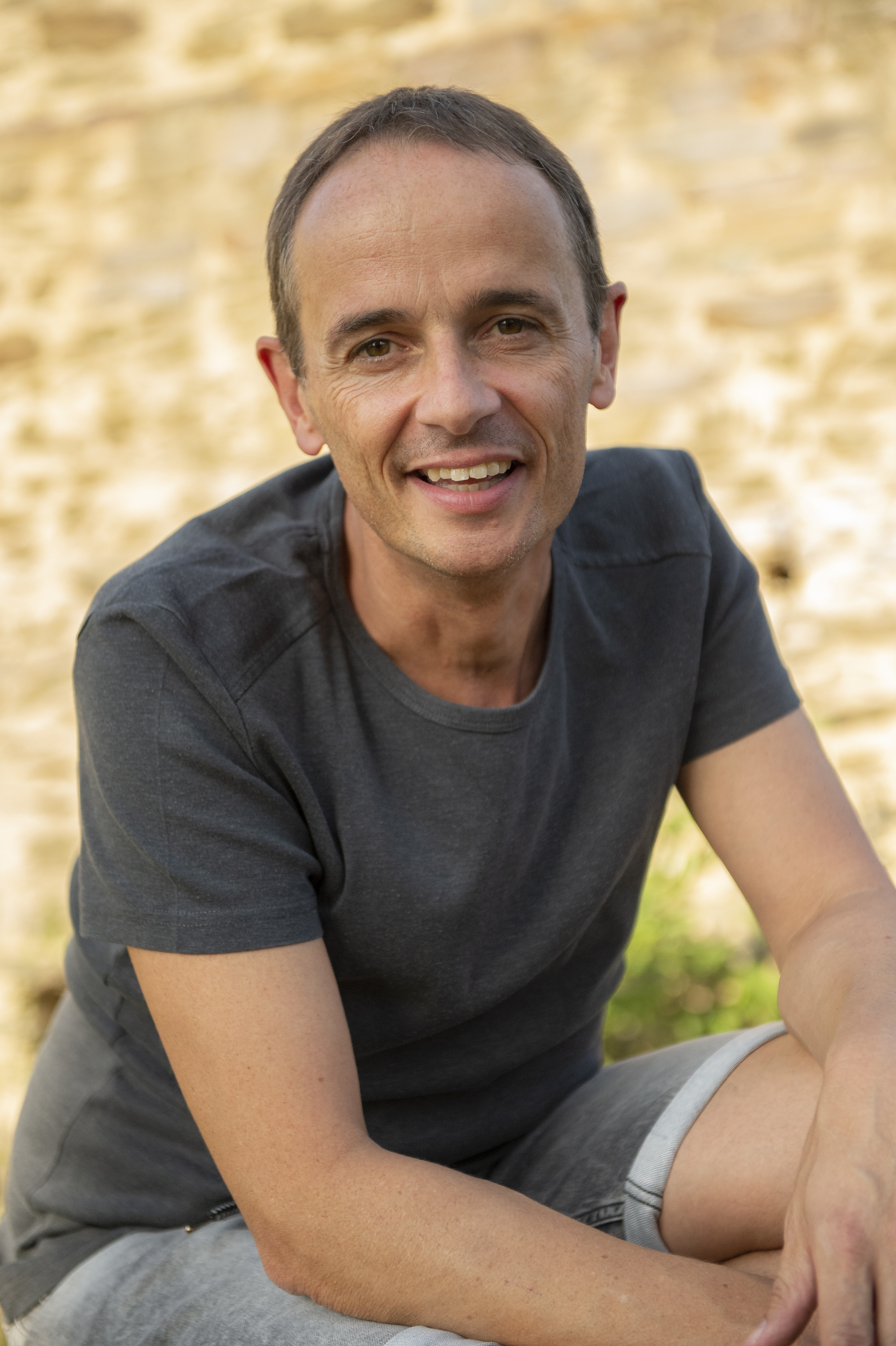
Stefan Gemmel, 2019

Stefan Gemmel (* 30. Januar 1970 in Morbach) ist ein deutscher Autor von Kinder- und Jugendbüchern.

## Leben
Bekannte Bücher Gemmels sind die mehrbändige Reihe Im Zeichen der Zauberkugel und die Trilogie Schattengreifer.
Gemmel hält Lesungen, Lesenächte und Workshops, die er in Schulen und Büchereien durchführt. Er bezieht sein Publikum in hohem Maße mit ein, passend zur gelesenen Geschichte etwa in Form von Rollenspielen, Spontantheater oder Sprachexperimenten. Am 12. Juni 2012 stellte er zusammen mit dem „Leserattenservice“ einen Weltrekord auf, als er mit zwei Lesungen vor jeweils über 5000 Kindern in Koblenz das bis dahin größte Publikum bei der Lesung eines einzelnen Autors erreichte und die Aufnahme ins Guinness-Buch der Rekorde schaffte. Im September 2015 gelang ihm erneut ein Weltrekordversuch, wieder in Gemeinschaft mit dem „Leserattenservice“: Die schnellste Lesereise der Welt: 82 Lesungen in 13 Tagen, 10 Stunden und 7 Minuten im gesamten Deutschland. Überwacht wurde das Ganze vom Rekordinstitut für Deutschland. Dort wurden auch die offiziellen, international vergleichbaren Regeln festgelegt. Im Mai 2018 überbot er dann, wieder mit dem „Leserattenservice“ den eigenen Rekord von 2012, als er in der Commerzbank-Arena Frankfurt für und mit 5542 Kindern las. Den dritten Leseweltrekord errang er (wieder mit dem Leserattenservice) 2021, als er unter strengsten Corona-Auflagen in seinem Heimatort Morbach die „Größte Lesung in einem Kinderfahrzeuge-Drive-In“ mit 382 Teilnehmenden aus zwei Schulen veranstaltete.

2014 war er als Kulturbeauftragter Teil der Delegationsreise der Ministerpräsidentin Malu Dreyer nach China, wo er Lesungen vor chinesischen Schülern und Studierenden hielt. 2016 war er Jurymitglied in der Endausscheidung zum „Bundesweiten Vorlesewettbewerb“.
Neben seiner Tätigkeit als Autor leitet Gemmel Literaturprojekte und Schreibwerkstätten. Er ist Mitglied des PEN-Zentrums Deutschland und des Verbands deutscher Schriftsteller (Landesgruppe Rheinland-Pfalz). Seine Bücher wurden in 21 Sprachen übersetzt.
Gemmel ist Vater von zwei Töchtern und lebt allein in Laudert (Hunsrück).

## Veröffentlichungen (Auswahl)

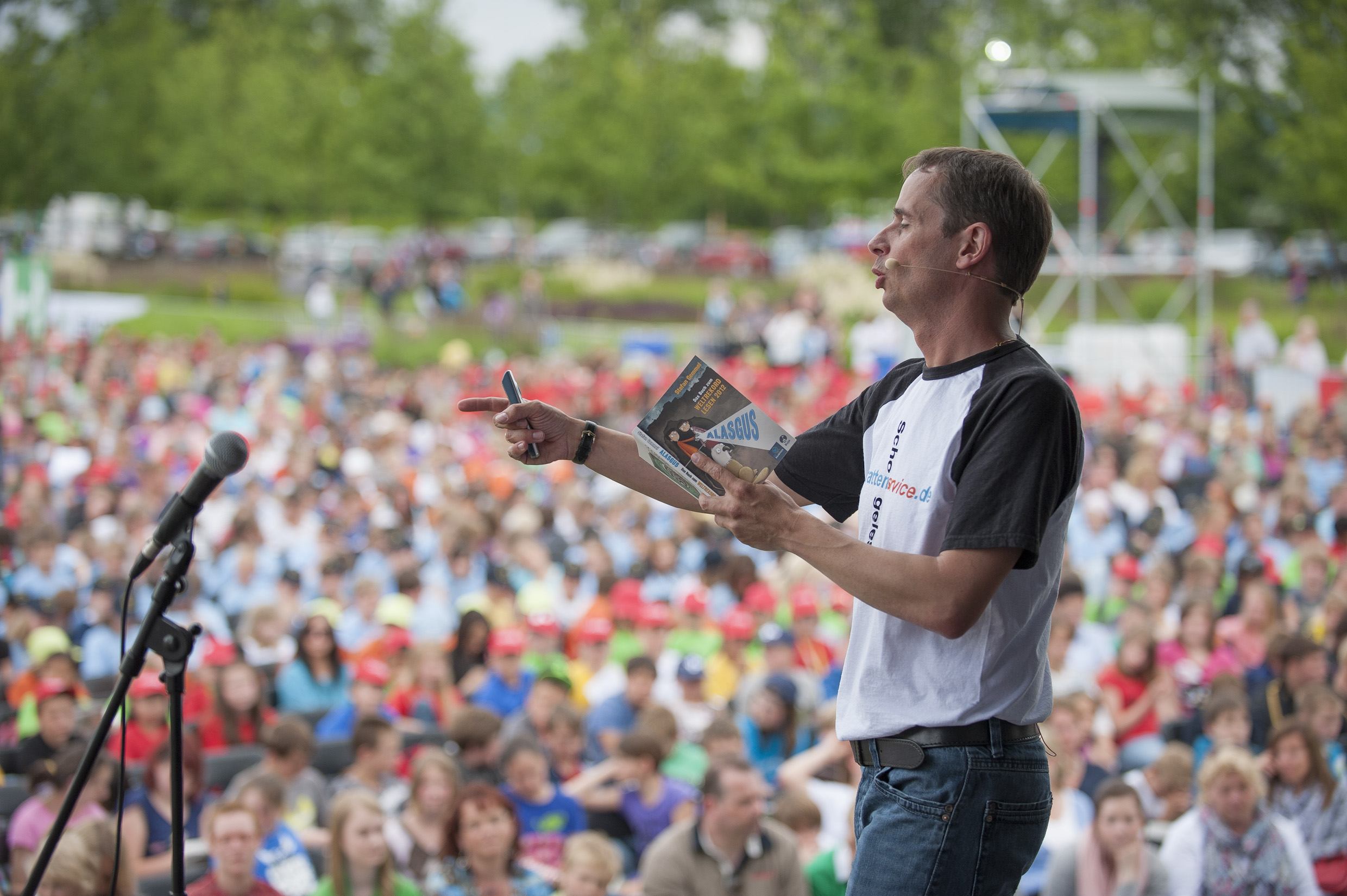
Stefan Gemmel beim ersten Leseweltrekord 2012 in Koblenz

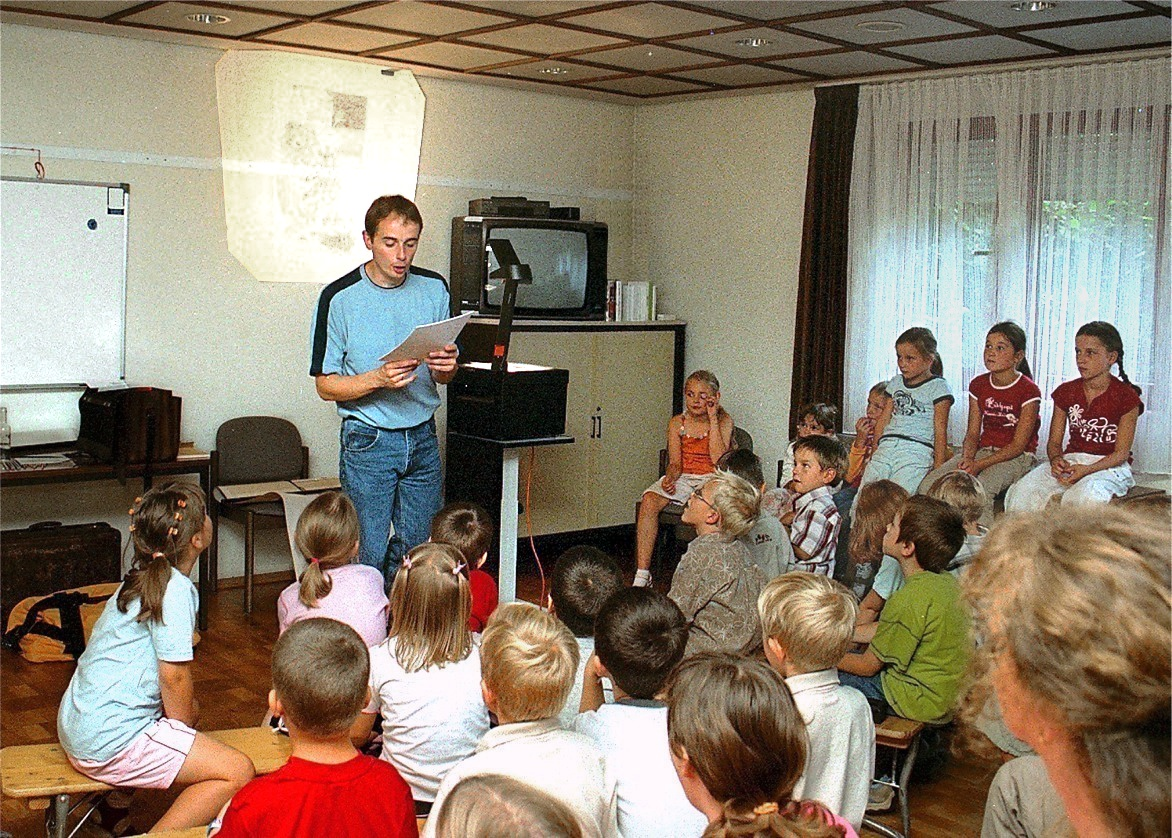
2004 in Mülheim-Kärlich: Gemmel unterhält in einem Nebenraum der Kurfürstenhalle die Kinder während der 75-Jahr-Feier der Kolpingsfamilie

- Der Rabe in der Arche, Kinderbuch, Butzon & Bercker, 1994
- Sherlock Wuff und Doktor Miezon, Jugendbuch, Metz-Verlag, 2001
- Keine Angst, kleiner Hase, Kinderbuch, Bohem Press, 2002 (übersetzt in sieben Sprachen)
- Rolfs Geheimnis, Jugendbuch, edition zweihorn, 2004
- Was ist los mit Marie?, Kinderbuch, edition zweihorn, 2004
- So wie du! , Kinderbuch, Bohem Press, 2005 (übersetzt in sechs Sprachen)
- Der Fresskönig, Kinderbuch, edition zweihorn, 2005
- mit Kathrin Lemler: Kathrin spricht mit den Augen, 1997, Neuauflage: edition zweihorn, 2005 (übersetzt ins Englische, Spanische und Portugiesische)
- Ohne dich!, Kinderbuch, Bohem Press, 2007 (übersetzt in drei Sprachen)
- Vittorios Lied, edition zweihorn, 2007, Reihe: musiXstories
- Ellingtons Thema, edition zweihorn, 2007, Reihe: musiXstories
- Schattengreifer – Die Zeitensegler, Jugendbuch, Baumhaus-Verlag, 2009 (übersetzt ins Polnische und ins Serbische)
- Schattengreifer – Der Zeitenherrscher, Jugendbuch, Baumhaus-Verlag, 2010
- Schattengreifer – Die Zeitenfestung, Jugendbuch, Baumhaus-Verlag, 2011
- Geistergefährte – Die geheimnisvolle Felsenhöhle, Kinderbuch, edition zweihorn, 2014
- Wie man Gespenster verjagt, Bilderbuch, Carlsen Verlag, 2015 (übersetzt ins Rumänische und ins Katalanische)
- Im Zeichen der Zauberkugel, Band 1, Kinderbuch, Carlsen Verlag, 2015
- Du bist richtig, wie du bist, Kinderbuch, Carl-Auer Verlag, 2016
- Im Zeichen der Zauberkugel, Band 3, Kinderbuch, Carlsen Verlag 2017
- Befreiungsschlag, Jugendbuch, Arena Verlag, 2017
- So wie du, Kinderbuch, Carl-Auer-Verlag, 2017
- Bim, die Zauselmaus, Band 1: Eine tierische Rettungsaktion, Kinderbuch, Carlsen Verlag 2017
- Im Zeichen der Zauberkugel, Band 4, Kinderbuch, Carlsen Verlag 2018
- Live-Mitschnitt (Hörbuch vom Autor selbst inszeniert): Im Zeichen der Zauberkugel, Band 1 (2016) und Band 2 (2017)
- Die Yetis sind los, Band 1: Verflixt und zugeschneit, Kinderbuch, Baumhaus-Verlag, 2021
- Im Licht der Zauberkugel: Der Dschuha und der Eselritt, Kinderbuch, Carlsen Verlag, 2023
- Im Zeichen der Zauberkugel, Band 9 Im Tempel der Maya, Kinderbuch, Carlsen Verlag, 2023
- Im Licht der Zauberkugel: Der Dschuha und die Mäuseplage, Kinderbuch, Carlsen Verlag, 2023
- Fake it till you're famous, Kinderbuch, Arena Verlag, 2023
- Im Zeichen der Zauberkugel, Band 10 Das Rätsel von Atlantis, Kinderbuch, Carlsen Verlag, 2024
- Sag laut Nein und geh nicht mit, Kinderbuch, Arena Verlag, 2025
- Im Zeichen der Zauberkugel, Band 11 Im Labyrinth des Minotaurus, Kinderbuch, Carlsen Verlag, 2025

## Auszeichnungen (Auswahl)
- 2007: Bundesverdienstkreuz am Bande
- 2010: „LeseDino 2010“ – erster Saarländischer Kinder- und Jugendbuchpreis für „Die Zeitensegler“
- 2011: „Lesekünstler des Jahres“, Auszeichnung des Börsenvereins des Deutschen Buchhandels[6]
- 2012: Guinness-Buch der Rekorde Weltrekord: „Größtes Publikum bei der Lesung eines einzelnen Autors“ mit 5406 Teilnehmern, Festung Ehrenbreitstein Koblenz
- 2014: Ehrenpreis des Friedrich-Bödecker-Kreises für „Innovative Leseförderung“
- 2015: Weltrekord: Schnellste Lesereise eines Autors, 82 Lesungen in 13 Tagen, 10 Stunden und 7 Minuten durch ganz Deutschland
- 2016: Martha-Saalfeld-Förderpreis des Landes Rheinland-Pfalz für das Manuskript Befreiungsschlag
- 2017: Ernennung zum Ehrenbürger des Ortes Kadiala in Mali/Afrika[7]
- 2018: Weltrekord: „Größtes Publikum bei der Lesung eines einzelnen Autors“ mit 5542 Teilnehmern, Commerzbank-Arena Frankfurt[8]
- 2020: Kinderjurypreis „Kalbacher Klapperschlange“ für „Marvin – Das Buch aus Feuer und Freundschaft“
- 2021: Weltrekord: „Größte Autorenlesung in einem Kinderfahrzeuge-Drive-In“ mit 382 Teilnehmenden[9]
- 2021: „Weltrekord Lesen“ wird vom Kulturmarken-Award als „Bestes Europäisches Bildungsprogramm des Jahres“ ausgezeichnet.[10]
- 2025: Weltrekord: „Die meisten Nationalitäten im Publikum einer Autorenlesung“, für das PEN-Zentrum Deutschland in Darmstadt mit über 2300 Kindern aus 74 Nationen